# 芹川得一
芹川 得一（せりかわ とくいち、1857年（安政4年） - 1923年（大正12年）2月）は日本の政治家。青森県青森市長。

## 来歴
陸奥国津軽郡弘前で津軽藩士芹川高正の家に生まれる。東奥義塾に入り、キリスト教に入信する。卒業後は同塾の教師となった。1889年、弘前市発足後の弘前市会議員選挙に出馬して当選する。2年後の1891年の府県制施行後の青森県会議員選挙に出馬して当選し、連続5期務める。この間、県参事員も務めた。
1904年1月に青森市長に就任。在任中に青森港の外国貿易特別輸出港の指定に尽力、それが実現した。また、1908年に青森を発着とする青函連絡船が就航した。さらに上水道整備に着手した。
市長は1908年まで務め、退任後は第五十九銀行頭取に就任した。1922年まで務め、翌1923年に死去した。